# Pseudoclimaciella tropica
Pseudoclimaciella tropica är en insektsart som först beskrevs av John Obadiah Westwood 1852.  Pseudoclimaciella tropica ingår i släktet Pseudoclimaciella och familjen fångsländor. Inga underarter finns listade i Catalogue of Life.